# Warsaw Mets
I Warsaw Mets sono una squadra di football americano di Varsavia, in Polonia. Sono nati nel 2018 come successori dei Warsaw Sharks su iniziativa dei giocatori delle squadre di Varsavia; giocano in PFL1, il massimo livello del campionato polacco.

## Dettaglio stagioni

### Tornei nazionali

#### Campionato

##### LFA1 (campionato ufficiale)/PFL1
| Stagione | regular season | regular season | regular season | regular season | regular season | regular season | playoff | playoff | playoff | playoff | playoff | playoff   | playoff        |
|          | Vin            | Par            | Per            | Tot            | PF             | PS             | Vin     | Per     | Tot     | PF      | PS      | risultato | avversaria     |
| -------- | -------------- | -------------- | -------------- | -------------- | -------------- | -------------- | ------- | ------- | ------- | ------- | ------- | --------- | -------------- |
| 2020     | 1              | 0              | 4              | 5              | 42             | 140            | -       | -       | -       | -       | -       | -         | -              |
| 2021     | 2              | 0              | 4              | 6              | 149            | 148            | 0       | 1       | 1       | 21      | 26      | Wild Card | Silesia Rebels |
| Totale   | 3              | 0              | 8              | 11             | 191            | 288            | 0       | 1       | 1       | 21      | 26      |           |                |

Fonti: Enciclopedia del Football - A cura di Roberto Mezzetti

##### LFA1 (torneo non ufficiale)
Questi tornei - pur essendo del massimo livello della loro federazione - non sono considerati ufficiali in quanto organizzati da una federazione "rivale" rispetto a quella ufficialmente riconosciuta dagli organismi nazionali e internazionali.
| Stagione | regular season | regular season | regular season | regular season | regular season | regular season | playoff | playoff | playoff | playoff | playoff | playoff   | playoff       |
|          | Vin            | Par            | Per            | Tot            | PF             | PS             | Vin     | Per     | Tot     | PF      | PS      | risultato | avversaria    |
| -------- | -------------- | -------------- | -------------- | -------------- | -------------- | -------------- | ------- | ------- | ------- | ------- | ------- | --------- | ------------- |
| 2019     | 4              | 0              | 4              | 8              | 183            | 162            | 0       | 1       | 1       | 27      | 34      | Wild Card | Tychy Falcons |
| Totale   | 4              | 0              | 4              | 8              | 183            | 162            | 0       | 1       | 1       | 27      | 34      |           |               |

Fonti: Enciclopedia del Football - A cura di Roberto Mezzetti

##### LFA9 (torneo non ufficiale)
Questi tornei non sono considerati ufficiali in quanto organizzati da una federazione "rivale" rispetto a quella ufficialmente riconosciuta dagli organismi nazionali e internazionali.
| Stagione | regular season | regular season | regular season | regular season | regular season | regular season | playoff | playoff | playoff | playoff | playoff | playoff   | playoff      |
|          | Vin            | Par            | Per            | Tot            | PF             | PS             | Vin     | Per     | Tot     | PF      | PS      | risultato | avversaria   |
| -------- | -------------- | -------------- | -------------- | -------------- | -------------- | -------------- | ------- | ------- | ------- | ------- | ------- | --------- | ------------ |
| 2019     | 4              | 0              | 0              | 4              | 72             | 18             | 1       | 1       | 2       | 14      | 26      | Finale    | Bielawa Owls |
| Totale   | 4              | 0              | 0              | 4              | 72             | 18             | 1       | 1       | 2       | 14      | 26      |           |              |

Fonti: Enciclopedia del Football - A cura di Roberto Mezzetti

### Riepilogo fasi finali disputate
| Anno            | Luogo    | Evento | Fase del torneo | Incontro                     | Risultato |
| 9 giugno 2019   |          | LFA1   | Wild Card       | Tychy Falcons - Warsaw Mets  | 34 - 27   |
| 26 ottobre 2019 | Bielawa  | LFA9   | Finale          | Bielawa Owls - Warsaw Mets B | 14 - 0    |
| 27 giugno 2021  | Varsavia | PFL1   | Wild Card       | Warsaw Mets - Tychy Falcons  | 34 - 27   |